# Julián Ruiz Martorell

Bischofswappen von Julián Ruiz Martorell

Julián Ruiz Martorell (* 19. Januar 1957 in Cuenca, Spanien) ist ein spanischer Geistlicher und römisch-katholischer Bischof von Sigüenza-Guadalajara.

## Leben
Julián Ruiz Martorell studierte Philosophie und Theologie am Priesterseminar von Saragossa. Am 24. Oktober 1981 empfing er das Sakrament der Priesterweihe für das Erzbistum Saragossa. Ruiz Martorell war von 1981 bis 1983 Pfarrverwalter von Plasencia de Jalón und Bardallur sowie 1983 für Bárboles, Pleitas und Oitura. Von 1983 bis 1988 studierte er in Rom Dogmatik an der Päpstlichen Universität Gregoriana sowie Biblische Theologie am Päpstlichen Bibelinstitut und erwarb in beiden Fächern das Lizenziat. Während seines Studienaufenthalts war er Kaplan bei den Baptistinerinnen in Rom. Nach seiner Rückkehr war er von 1988 bis 1993 in der Pfarrei Santa Rafaela María in Saragossa tätig. Er war Direktor des Höheren Instituts für Religionswissenschaften Nuestra Señora del Pilar (1991–2005), Kaplan der Ordensgemeinschaft Colegio Teresiano del Pilar in Saragossa (1994–2010), Direktor des Regionalen Zentrums für Theologische Studien von Aragonien (1998–2005), Direktor des Höheren Instituts für Religionswissenschaften San Agustín (1999–2005) und Delegierter für Gottesdienst und Pastoral von El Pilar (2007–2010). Er war Professor für Heilige Schrift am Regionalen Zentrum für Theologische Studien von Aragonien, an der Hochschule für Religionswissenschaften Nuestra Señora del Pilar und am Zentrum für Religionswissenschaften San Agustín in Saragossa. Außerdem war er seit 1993 Mitglied des Diözesanpastoralrates und seit 1998 des Priesterrates sowie seit 2004 Kanoniker der Basílica del Pilar in Saragossa. 2009 wurde er zum Generalvikar des Erzbistums Saragossa ernannt.
Papst Benedikt XVI. ernannte ihn am 30. Dezember 2010 zum Bischof der in persona episcopi vereinigten Bistümer Huesca und Jaca. Der Erzbischof von Saragossa, Manuel Ureña Pastor, spendete ihm am 5. März 2011 in der Kathedrale von Huesca die Bischofsweihe; Mitkonsekratoren waren der Kardinalpräfekt der Kongregation für den Gottesdienst und die Sakramentenordnung, Antonio Cañizares Llovera, und der Apostolische Nuntius in Spanien, Erzbischof Renzo Fratini. Die Amtseinführung in Jaca erfolgte am 6. März 2011.
In der Spanischen Bischofskonferenz ist er unter anderem Mitglied der Kommission für Katechese (seit 2011), der Kommission für Liturgie (seit 2017) und der Kommission für Evangelisierung, Katechese und Katechumenat (seit 2020).
Papst Franziskus ernannte ihn am 31. Oktober 2023 zum Bischof von Sigüenza-Guadalajara. Die Amtseinführung fand am 23. Dezember desselben Jahres statt.
Er spricht neben Spanisch auch Italienisch, Englisch und Französisch sowie Latein, Griechisch, Hebräisch und Aramäisch und liest auch in deutscher Sprache.